# 1526

## Събития
- Османските сили разбиват унгарците в битката при Мохач

## Починали
- 19 януари – Изабела Хабсбург, австрийска ерцхерцогиня и кралица на Дания, Норвегия и Швеция, съпруга на крал Кристиан II. (р. 1501 г.)